# Église Notre-Dame-des-Grâces de Woluwe-Saint-Pierre
Pour les articles homonymes, voir Notre-Dame-des-Grâces.
L'église Notre-Dame-des-Grâces (en néerlandais : Onze-Lieve-Vrouw der Genadekerk ou Kerk van Onze-Lieve-Vrouw van Genade), communément appelée église du Chant d'Oiseau, est un grand édifice religieux catholique situé au centre du quartier Chant d'Oiseau de Woluwe-Saint-Pierre, commune orientale de la région de Bruxelles-Capitale. Elle est inspirée du style roman. Consacrée en 1949, elle fait partie d'un couvent de Franciscains qui y assurent les services pastoraux de la paroisse communément appelée « du Chant d’Oiseau ».

## Histoire
Les premiers frères mineurs franciscains arrivés à Bruxelles (en 1228) construisent une modeste chapelle en 1244 pour y abriter une statue de la Vierge Marie, appelée ‘Notre-Dame aux chants d’oiseaux’, nichée dans un hêtre d’un petit bois en bord de Senne, hors de l’enceinte de la ville.  
Au fil de l’expansion urbaine, la chapelle se trouve à l’intérieur de la ville (là où se trouve la Bourse). Elle échappe à plusieurs désastres, et retrouve une place d’honneur en 1862 dans le couvent des franciscains construit dans la rue d’Artois (dans le même quartier du centre-ville). 
Laissant le couvent de la rue d’Artois aux Conventuels, les Franciscains arrivent en 1934 dans le nouveau quartier de Woluwe-Saint-Pierre, alors en plein développement, et y construisent un nouveau couvent (et maison provinciale). Le père Bonaventure Fieullien en est le supérieur ('gardien') de 1939 à 1943. L’église, dédiée à 'Notre-Dame des grâces' est achevée en 1949 et consacrée par le cardinal Van Roey le 2 juillet 1949.

## Description
De style néo-roman l’église est conçue par l’architecte Camille Damman. La nef est longue de 85 mètres pour une hauteur de 18,50 mètres. Sa façade, avec rosace et 11 fenêtres ogivales, est haute de 25 mètres. Trois portails de dimension égale donnent accès directement à la nef, sous l’orgue. Clocher et presbytère, construits dans le même style se trouvent à la droite, et le couvent des franciscains, derrière l’église.
Située en haut de l’avenue de l'Atlantique et précédée d’un parvis (appelé ‘Parvis des Franciscains), l’église est visible de loin, ce qui rehausse son apparence.

## Patrimoine
- La statue de Notre-Dame du chant d'Oiseau, Vierge au sourire, est une copie de l'ancienne et vénérable "Notre-Dame aux chants d’oiseaux", se trouvant à l'église Saint-Antoine de Bruxelles.
- Au sommet des vingt-huit colonnes des nef, transept et chœur, les chapiteaux, tous différents, illustrent les mystères de la vie de Marie, y compris les vocables sous lesquels elle est vénérée. D'autres évoquent des scènes de la vie de Saint François d'Assise ou des représentations symboliques des sacrements de la vie chrétienne. Les chapiteaux sont œuvres des artistes Gaston et Michel Annaert.
- L'orgue est de facture récente. Conçu par l'organiste Jean Guillou et réalisé par le facteur allemand Detlef Kleuker, son buffet est dû à l'architecte Jean Marol. Ce buffet est de conception révolutionnaire : rappelant le nom du quartier, il évoque deux oiseaux en parade nuptiale. L'instrument comprend environ 4000 tuyaux répartis en 45 jeux sur 4 claviers de 61 notes et un pédalier de 32 notes. La traction est entièrement mécanique pour les notes et électrique pour les tirages de jeux et les accouplements. Il fut achevé fin 1981. Le combinateur électronique fut, par la suite, installé en 1995 par le facteur hollandais Van den Heuvel.
- Les vitraux, réalisés entre 1961 et 1967, sont œuvres des maitres verriers Simon Steger et Fernand Crickx.
- Le tabernacle de l'oratoire se trouvant dans le transept droit a été réalisé par le céramiste Max Van der Linden. Des scènes de la vie de Saint François et sainte Claire entourent la pièce centrale du partage eucharistique de Jésus le Ressuscité avec les disciples d'Emmaüs, l'un d'entre eux ayant la figure du Poverello d'Assise.

## Archidiocèse
- Archidiocèse de Malines-Bruxelles
  - Vicariat de Bruxelles
    - Doyenné de Bruxelles Nord-Est
      - Unité pastorale de la Woluwe
        - Paroisse Sainte-Famille (Woluwe-Saint-Lambert)
        - Paroisse Saint-Lambert (Woluwe-Saint-Lambert)
        - Paroisse Saint-Pierre (Woluwe-Saint-Pierre)
        - Paroisse Notre-Dame des Grâces (Woluwe-Saint-Pierre)